# 大正寺 (台東区)

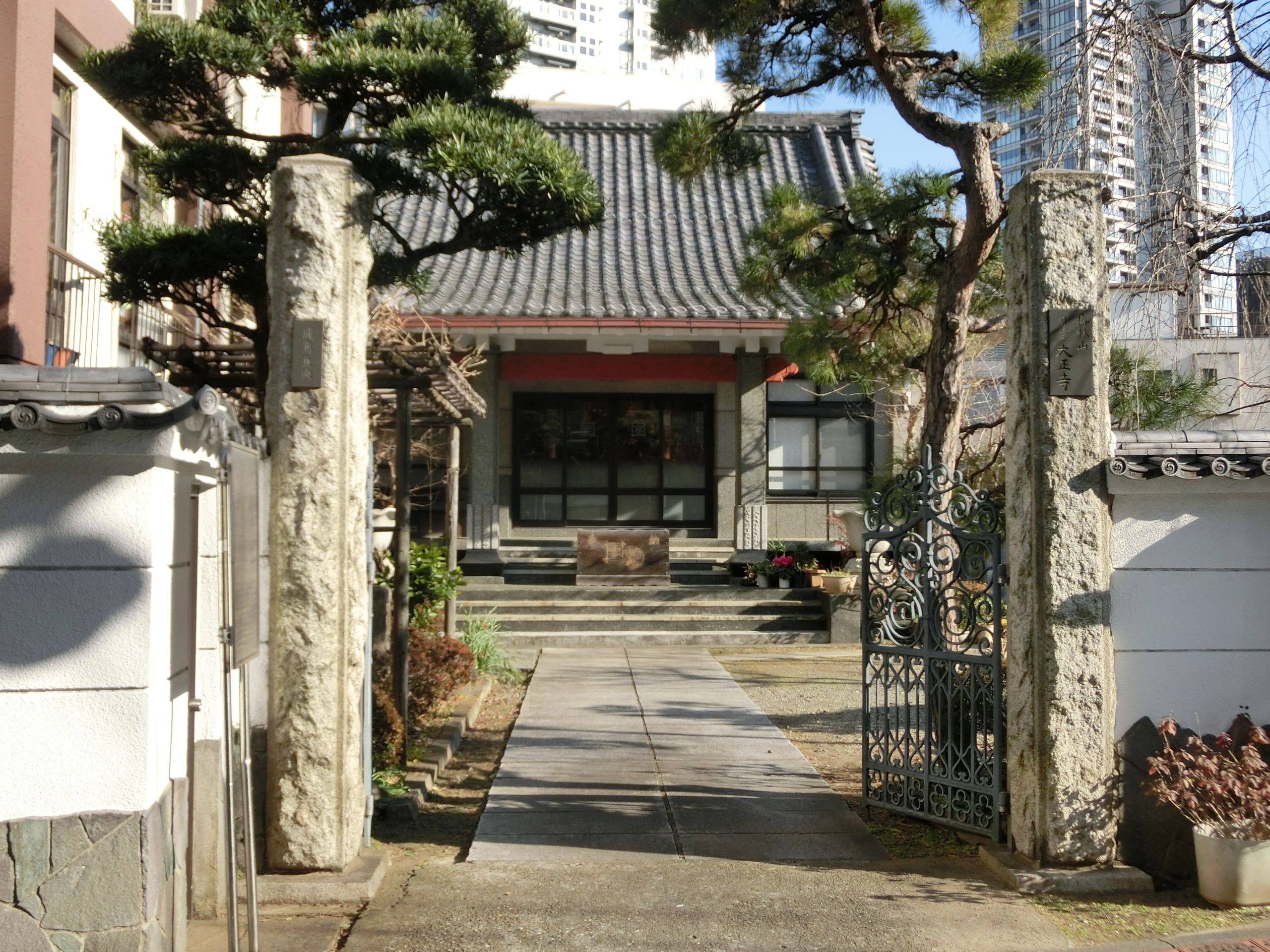
大正寺

大正寺（たいしょうじ）は、東京都台東区池之端にある日蓮宗の寺院。山号は盛林山。旧本山は京都妙覚寺、小西法縁。伝日像菩薩作の鬼子母神像を祀る。境内には幕臣の川路聖謨の墓所がある。

## 歴史
慶長9年（1604年）創建の円通院日亮の草庵が起源。寛永8年（1631年）本立院日盛（2世）が立正大師日蓮350回忌に現在の寺号に改めた。

## 近隣施設
- 忍岡小学校

## 交通アクセス
- 千代田線根津駅より徒歩約4分（経路案内）。
- 南北線東大前駅より徒歩約11分（経路案内）。
- 京成上野駅より徒歩約12分（経路案内）。

## 参考資料
- 日蓮宗寺院大鑑編集委員会『宗祖第七百遠忌記念出版 日蓮宗寺院大鑑』大本山池上本門寺 (1981年)
- 御府内寺社備考